# Carla Del Ponte
Carla Del Ponte (Bignasco, 9 februari 1947) is een Zwitsers juriste, afkomstig uit het Italiaanstalige deel van dat land.
Del Ponte was sinds augustus 1999 de hoofdaanklager van het Joegoslaviëtribunaal. Van augustus 1999 tot september 2003 was zij tevens hoofdaanklager bij het Rwandatribunaal.

## Loopbaan
Del Ponte studeerde rechten in Groot-Brittannië, Bern en Genève. In 1972 begon zij haar loopbaan bij een advocatenkantoor in Lugano om drie jaar later haar eigen kantoor te beginnen. In 1981 werd ze openbaar aanklager van het district Lugano. In deze hoedanigheid kwam ze veelvuldig in aanraking met witwaspraktijken.
Sinds augustus 1999 was Del Ponte de hoofdaanklager van het Joegoslaviëtribunaal. Van augustus 1999 tot september 2003 was zij tevens hoofdaanklager bij het Rwandatribunaal. In januari 2007 maakte ze bekend de Verenigde Naties niet te zullen vragen haar mandaat - dat op 15 september 2007 afliep - te verlengen, en op 31 december 2007 met deze functie te stoppen.
In 2002 ontving ze een eredoctoraat van de Katholieke Universiteit Leuven.
In 2008 publiceerde Del Ponte het boek "La Caccia" (verschenen in het Nederlands onder de titel "Mevrouw de aanklager"), waarin zij beweerde dat Albanese Kosovaren, na het einde van de oorlog in Kosovo in 1999, handel dreven in de organen van ontvoerde Serviërs. Zij staafde deze bewering met overtuigend bewijsmateriaal. Het boek veroorzaakte de nodige controverse. Het boek leidde er toe dat de Raad van Europa in 2011 onder leiding van Dick Marty een onderzoek startte. Het rapport dat daar op volgde en het onderzoek dat vervolgens in 2014 werd afgerond leidde in 2015 tot het instellen van de Kosovorechtbank.
Vanaf 2008 tot 2011 was ze ambassadeur namens Zwitserland in Argentinië.
In 2010 steunde ze de Spaanse onderzoeksrechter Baltasar Garzón toen die door politiek en rechterlijke macht buiten spel werd gezet. In datzelfde jaar startte het Joegoslaviëtribunaal een onderzoek naar haar en twee van haar medewerkers tijdens haar werkzaamheden bij het Joegoslaviëtribunaal als hoofdaanklager in verband met vermeende intimidatie en omkoping van getuigen in de zaak tegen Vojislav Sešelj. Uiteindelijk werd in december 2011 de klacht ongegrond geacht.
Na haar pensioen trad ze in september 2012 toe tot de Independent International Commission of Inquiry on the Syrian Arab Republic, een onderzoekscommissie die was opgezet op 22 augustus 2011 door de Mensenrechtenraad van de Verenigde Naties om de mensenrechtenschendingen tijdens de Syrische Burgeroorlog te onderzoeken. In mei 2013 beschuldigde Del Ponte, op basis van verklaringen, de Syrische rebellen ervan chemische wapens te hebben gebruikt. Een dag later bracht de Commissie zelf een verklaring uit waarin werd aangegeven dat men nog geen conclusie kon trekken over het gebruik van chemische wapens door welke partij dan ook. Op 7 augustus 2017 kondigde ze in het tijdschrift "Blick" aan op te stappen bij de commissie die in haar ogen niks voor elkaar wist te krijgen door tegenwerking van Rusland binnen de veiligheidsraad.